# Tre Mann
Tre'Shaun Albert Mann (Gainesville, Florida, 3 de febrero de 2001) es un jugador de baloncesto estadounidense que pertenece a la plantilla de los Charlotte Hornets de la NBA. Con 1,91 metros de estatura, juega en la posición de base.

## Trayectoria deportiva

### Universidad
Tras disputar en su etapa de secundaria los prestigiosos McDonald's All-American Game y Jordan Brand Classic, jugó dos temporadas con los Gators de la Universidad de Florida, en las que promedió 10,2 puntos, 3,6 rebotes y 1,9 asistencias por partido. Despuntó en su segunda temporada, cuando tras promediar 16,0 puntos y 5,6 rebotes por partido, fue incluido por los entrenadores en el mejor quinteto de la Southeastern Conference.
El 24 de marzo de 2021, Mann se declaró elegible para el draft de la NBA, renunciando a su elegibilidad universitaria restante.

#### Estadísticas
| Año     | Equipo  | PJ | PT | MPP  | %TC  | %3P  | %TL  | RPP | APP | ROB | TPP | PPP  |
| ------- | ------- | -- | -- | ---- | ---- | ---- | ---- | --- | --- | --- | --- | ---- |
| 2019–20 | Florida | 29 | 4  | 17.8 | .356 | .275 | .655 | 1.9 | .7  | .6  | .1  | 5.3  |
| 2020–21 | Florida | 24 | 24 | 32.4 | .459 | .402 | .831 | 5.6 | 3.5 | 1.4 | .1  | 16.0 |
| Total   | Total   | 53 | 28 | 24.4 | .422 | .349 | .788 | 3.6 | 1.9 | .9  | .1  | 10.2 |

### Profesional
Fue elegido en la decimoctava posición del Draft de la NBA de 2021 por los Oklahoma City Thunder, equipo con el que firmó contrato el 8 de agosto. Debutó en la NBA el 20 de octubre ante Utah Jazz anotando 9 puntos.
El 21 de marzo de 2022, ante Boston Celtics anotó 35 puntos, superando su récord personal y el récord anotador para un rookie de la franquicia en la era OKC (Russell Westbrook, 34).
El 9 de abril de 2023, en el último encuentro de su segunda temporada en Oklahoma, ante Memphis Grizzlies, consigue el primer triple-doble de su carrera con 24 puntos, 12 rebotes y 12 asistencias (ambas récord personal).
El 8 de febrero de 2024 es traspasado a Charlotte Hornets, junto a Vasilije Micić y Dāvis Bertāns, a cambio de Gordon Hayward.
El 1 de julio de 2025, acuerda una extensión de contrato con los Hornets por tres años y $24 millones.

## Estadísticas de su carrera en la NBA

### Temporada regular
| Año     | Equipo        | PJ  | PT | MPP  | %TC  | %3P  | %TL   | RPP | APP | ROB | TPP | PPP  |
| ------- | ------------- | --- | -- | ---- | ---- | ---- | ----- | --- | --- | --- | --- | ---- |
| 2021-22 | Oklahoma City | 60  | 26 | 22.8 | .393 | .360 | .793  | 2.9 | 1.5 | .8  | .2  | 10.4 |
| 2022-23 | Oklahoma City | 67  | 5  | 17.7 | .393 | .315 | .764  | 2.3 | 1.8 | .6  | .2  | 7.7  |
| 2023-24 | Oklahoma City | 13  | 0  | 9.2  | .500 | .421 | 1.000 | 1.8 | 1.5 | .2  | .0  | 3.8  |
| 2023-24 | Charlotte     | 28  | 28 | 31.0 | .453 | .364 | .759  | 4.5 | 5.2 | 1.7 | .1  | 11.9 |
| 2024-25 | Charlotte     | 13  | 0  | 24.5 | .435 | .400 | .905  | 2.9 | 3.0 | .5  | .3  | 14.1 |
| Total   | Total         | 181 | 59 | 21.3 | .411 | .350 | .788  | 2.8 | 2.3 | .8  | .2  | 9.4  |